# Vevring
Vevring è una località della Norvegia, situata nel comune di Sunnfjord, nella contea di Vestland. Fu dal 1837 fino al 1964 comune indipendente. 
I paesi Kvammen, Gjelsvik, Skorva, Ålen, Redal, Steindal, Vevring, Apalset, Kvellestad ed Horne facevano tutti parte del comune di Vevring.

## Storia
Nel 1964 il comune di Vevring è stato diviso in tre. 
La parte sud (al di là del fiordo Førdefjord) è stata assegnata al comune di Askvoll.
La maggior parte dei restanti paesi, il centro Vevring incluso, vennero assegnati al comune di Naustdal, che dal 1º gennaio 2020 è divenuto parte del comune di Sunnfjord.
Soltanto il paese montanaro di Steindal, nel nord, è stato inserito nel comune di Flora, a sua volta incorporato nel comune di Kinn.
Il centro dell'amministrazione del comune era Vevring, ed i locali dell'amministrazione erano a Thingnes.

## Geografia fisica
Da Vevring le strade via Vassbotten o via Korsskaret portano alle montagne, al plateau meridionale di Håsteinen, e fino alle cime Håsteinen e Høydalsnipa.
La via per Korsskaret continua inoltre al paese di Steindal.
Anticamente l'acqua dei laghi Dyttingane veniva usata per azionare mulini per cereali a Vassbotten ed al villaggio Vevring.

## Arte
Ogni anno a settembre organizzano a Vevring una mostra d'arte; Vevringutstillinga.